# آبشار کامت
آبشار کومت (به انگلیسی: Comet Falls) آبشاری است که در پارک ملی کوه رینیر، ایالات متحده آمریکا واقع شده و ارتفاع کلی ریزشگاه آن ۳۸۰ فوت (۱۲۰ متر) است.